# Matthew Henry Phineas Riall Sankey
Matthew Henry Phineas Riall Sankey, född 9 november 1853 i Nenagh, grevskapet Tipperary, död 3 oktober 1925, var en irländsk ingenjör och industriman. 
Sankey fick sin ingenjörsutbildning vid militärläroverket i Chatham, var 1879–82 lärare i fortifikation vid militärskolan i Kingston, Ontario, och verkade från 1889 som konsulterande ingenjör i London och direktör i flera bolag, bland annat Marconi Wireless Telegraph Co. Han utgav flera tekniska arbeten, bland annat The Energy Chart, Practical Application to Reciprocating Steamengìnes.